# Криминалполицај
Криминалполицај уобичајени је назив за службе немачког говорног подручја које се баве кривичном истрагом. То обухвата Немачку, Аустрију, као и кантоне Швајцарске са већинским становништвом које говори немачки језик. Међутим, овај назив се најчешће користи за Криминалполицај Трећег рајха, један од делова тадашње полиције.

## Нацистичка Немачка
Назив најчешће означава Криминалполицај Трећег рајха, уврштену у тадашњи немачки полицијски систем још 1936, а септембра 1939. преображену у свеобухватни истражни одељак асимиловане немачке полиције — Рајхсзихерхајтсхауптамт. Уз Гестапо, био је део Зихерхајтсполицаја, скупа припадника тајних немачких полиција.

## Савремени
Данас, у Немачкој, Аустрији и деловима Швајцарске, главне истраге спроводи Ландесполицај, цивилна полиција, док се само њен део који се бави кривичном истрагом назива Криминалполицајом, као и нацистички пред асимилацију.